# Robert Amadou
Robert Amadou (Bois-Colombes, 16 febbraio 1924 – Parigi, 14 marzo 2006) è stato uno scrittore e parapsicologo francese.
Esperto di massoneria, esoterismo, martinismo e sufismo, contribuì a diffondere la conoscenza della parapsicologia e dell'occultismo in Francia.

## Biografia
Da adolescente, si appassiona di astrologia mentre frequenta le scuole dei Gesuiti. Conosce Paul Le Cour (il fondatore della rivista Atlantis), Robert Ambelain (autodidatta, studioso, specialista in occultismo) che sarà riconosciuto da Amadou come il suo unico "Maestro"), gli alchimisti René Alleau e Eugène Canseliet.
Padre di tre figli, sposato più volte, fu il primo marito della scrittrice Françoise Mallet-Joris con la quale ebbe un figlio, Daniel. Nel 1968 sposò Katharine Christiansen.
Fu sepolto nel cimitero di Père-Lachaise il 22 marzo 2006, a seguito del rito funebre celebrato nella chiesa intitolata a Sainte Marie Mère de Dieu a Montfermeil, appartenente alla chiesa ortodossa siriaca di Antiochia.

## Parapsicologia
Nel 1951 fu invitato all'Institut métapsychique international a tenere una conferenza dal titolo "Occultismo e metapsicica". Iniziò quindi a collaborare con l'IMI, in particolare alla rivista Revue Métapsychique, di cui diventò caporedattore. Divergenze di opinione lo indussero dopo poco tempo a lasciare l'Istituto.
Nel 1954, pubblicò con le edizioni Denoel il libro La parapsychologie, un corposo volume che in 370 pagine raccontava la storia della ricerca parapsicologica in Nord America, unitamente alla ricerca del Laboratory of Parapsychology di Joseph Rhine alla Duke University di Durham, nella Carolina del Nord. Amadou definì la parapsicologia "in senso stretto" e "in senso lato" con le seguenti parole:
(Robert Amadou, La Parapsychologie.)

## Affiliazioni
Robert Amadou fece parte della Chiesa ortodossa siriaca fino al 1937. A settembre del '42 è attestata la sua presenza come iniziatore anonimo e membro del Supremo Consiglio dell'Ordine Martinista, col nome di "Ignifer". A giugno del '43 fu iniziato da Robert Ambelain alla massoneria del rito di Memphis-Misraim, Ordine Cabalistico dei Rosacroce, Élu Cohen  dei martinisti, vescovo secondo il rito della Chiesa Gnostica Apostolica di Jules Doinel (iniziato da Henri Meslin nel '44), vescovo della Chiesa Cattolica Gnostica di Jean Bricaud (iniziato da Victor Blanchard il 28 gennaio 1945), sacerdote della chiesa ortodossa siriaca (a gennaio del 1945), membro di una confraternita sufi, maestro venerabile di Rito scozzese antico e accettato della Grande Loge traditionnelle et symbolique Opéra a marzo del 1966. Grand Profès tre anni dopo, nel 1980 fu affiliato alla loggia In Labore Virtus di Zurigo, appartenente alla Gran Loggia Svizzera Alpina, nominato maestro di Sant'Andrea nel Rito scozzese rettificato, Cavaliere beneficente della Città Santa col nome d'Ordine di Eques ab Aegypto nell' '82 dal Gran Priorato Indipendente d'Elvezia.
Ha fatto anche parte del  "Groupe de Thèbes", con Rémi Boyer, Triantaphyllos Kotzamanis, Massimo Introvigne, Jean-Pierre Giudicelli de Cressac Bachelerie, Gérard Kloppel, Christian Bouchet, Paolo Fogagnolo, Jean-Marie d'Ansembourg e altri. Il Gruppo aveva lo scopo di fare incontrare, a porte chiuse, studiosi dell'esoterismo e dirigenti di movimenti esoterici.

## Formazione
Dall'inizio degli anni '60 , Robert Amadou abbandonò il campo della parapsicologia per dedicarsi al sufismo e all'esoterismo, iniziando a studiare l'ebraico. Conseguì tre dottorati:
- Ph.D. in Teologia , circa 1945 , con una tesi intitolata Recherches sur les Églises de langue syriaque et les Églises dérivées ("Ricerca sulle chiese siriache e le chiese derivate")
- Dottorato in filosofia nel 1972 a Parigi X, con una tesi su  Louis-Claude de Saint-Martin et le martinisme ("Louis Claude de Saint-Martin e Martinismo")[8]
- Dottorato di ricerca in etnologia, nel 1984, a Parigi VII, con la dissertazione Recherches sur l'histoire et réflexions sur la doctrine d'une société initiatique en Occident moderne ("Ricerche sulla storia e riflessioni sulla dottrina di una società iniziatica nel moderno Occidente"), riguardante la massoneria francese.

Nel 1985 ottenne una cattedra all' Università di Parigi VII-Jussieu.

## Critiche
Robert Imbert-Nergal nell'opera Les sciences occultes ne sont pas des sciences gli riproverò una sua ambivalenza tra la difesa di una parapsicologia esigente e rigorosamente scientifica, e dall'altro il suo viaggio spirituale "martinista", approfondito con un dottorato in teologia.
La biblioteca di Catherine e Robert Amadou conteneva più di 5.000 libri, documenti d'archivio, manoscritti e stampe, che al 2013 risultavano in parte andati perduti o mancanti..
Il 9 luglio 2013, furono rassegnate le dimissioni consensuali del vice Gran Maestro Henri M., allontanato dal Gran Priorato delle Gallie.